# Strongylurus scutellatus
Strongylurus scutellatus är en skalbaggsart som beskrevs av Hope 1835. Strongylurus scutellatus ingår i släktet Strongylurus och familjen långhorningar. Inga underarter finns listade i Catalogue of Life.